# ジョナサン・ボイド
ジョナサン・ボイド（ "Lord" Jonathan Boyd、本名：Jonathan Barry Boyle、1944年10月21日 - 1999年8月7日）は、オーストラリア出身のプロレスラー。生年は1942年ともされる。
豪州を経て1970年代より北米のマット界に進出後、ヒールの狂乱ファイターとして活動。ノーマン・フレデリック・チャールズ3世とのタッグチーム、ロイヤル・カンガルーズ（The Royal Kangaroos）での活躍などで知られる。

## 来歴
デビュー後の1960年代はジョニー・ボイド（"Pretty Boy" Johnny Boyd）をリングネームに、地元のオーストラリア（ジム・バーネット主宰のワールド・チャンピオンシップ・レスリング）で活動。1965年から1969年にかけて、ニック・ボックウィンクル、ドリー・ファンク・ジュニア、ロイ・ヘファーナン、ブライアン・アシュビー、ビリー・ホワイト・ウルフ、フレッド・カリー、ジャック・ブリスコ、ビル・ロビンソンなどと対戦した。
1970年にアメリカへ渡り、中南部のNWAトライステート地区を経て、1971年より太平洋岸北西部のパシフィック・ノースウエスト・レスリング（PNW）において、同じくオーストラリアから渡米していたノーマン・フレデリック・チャールズ3世と合体。オーストラリアに移住した英国貴族というチャールズのギミックに合わせ、ロード・ジョナサン・ボイド（Lord Jonathan Boyd）と名乗り、ファビュラス・カンガルーズにあやかったヒールのタッグチーム、ロイヤル・カンガルーズ（The Royal Kangaroos）を結成。

以降、1970年代はチャールズとのコンビでPNWを主戦場に、ダッチ・サベージ&ジミー・スヌーカ、ブル・ラモス&ジェシー・ベンチュラなどのチームを破り、NWAパシフィック・ノースウエスト・タッグ王座を再三獲得。他地区においても、ノースカロライナやジョージアなどの南東部からカナダのカルガリーまでを転戦して、各地のタッグ王座を奪取。サンフランシスコではパット・パターソン&トニー・ガレアやバリアント・ブラザーズとNWA世界タッグ王座を争った。
日本にもロイヤル・カンガルーズとして、1974年2月に新日本プロレスの『ビッグ・ファイト・シリーズ』に参戦。新日本に初登場したアンドレ・ザ・ジャイアントのパートナーにも起用され、タッグマッチでアントニオ猪木とも対戦した。1976年1月には全日本プロレスの『新春ジャイアント・シリーズ』に再来日。チャールズとのコンビでジャイアント馬場とタッグマッチで対戦し、ジャンボ鶴田やザ・デストロイヤーとのシングルマッチも組まれた。
1978年にチャールズがPNWを離れてロイヤル・カンガルーズは解散するが、ボイドはベビーフェイスに転じてPNWに残留し、エド・ウィスコスキーやロディ・パイパーとNWAパシフィック・ノースウエスト・ヘビー級王座を争う。1979年から1980年にかけてはキラー・ブルックスやバディ・ローズと抗争を繰り広げ、アイドル的存在だったリック・マーテルやジェイ・ヤングブラッドとも異色タッグを組んだ。
その後はヒールに戻り、1981年8月、フロリダ地区でザ・シープハーダーズのルーク・ウィリアムスと合体。以降、ニュージーランドに帰国していたブッチ・ミラーに代わるウィリアムスの新パートナーとなり、同じ南半球の英連邦出身として、PNWでも共闘していたシープハーダーズに加入する。
アラバマのSECWでは1982年9月にロバート・フラー&ジミー・ゴールデンやミッドナイト・エクスプレス（ランディ・ローズ&デニス・コンドリー）とNWAサウスイースタン・タッグ王座を争い、テネシー州メンフィスのCWAでは同年12月13日、ファビュラス・ワンズ（スティーブ・カーン&スタン・レーン）からAWA南部タッグ王座を奪取。テキサス州サンアントニオのサウスウエスト・チャンピオンシップ・レスリング（SCW）では1983年5月7日、ザ・グラップラーズ（レン・デントン&トニー・アンソニー）を破ってSCWサウスウエスト・タッグ王座を獲得した。
1983年6月に交通事故に遭い、足を骨折して欠場していたが（サウスウエスト・タッグ王座はボビー・ジャガーズがボイドに代わって継承）、北米に戻ったブッチ・ミラーが同年11月よりSCWに参戦してくると、ミラー&ウィリアムスのオリジナル・シープハーダーズのマネージャーを担当。カナダ出身のレオ・バークやイギリス出身のエイドリアン・ストリートらも引き入れ、コモンウェルス・アーミー（Boyd’s Commonwealth Army）なる反米ユニットを組織した。
1985年6月より古巣のCWAにおいてリングに復帰し、ミラーの甥とされるニュージーランド出身のリップ・モーガンをパートナーに、ミラー&ウィリアムスとは別チームのシープハーダーズを独自に結成。このチームはキーウィ・シープハーダーズ（The Kiwi Sheepherders）とも呼ばれ、因縁のファビュラス・ワンズを相手に、AWA南部タッグ王座を巡る抗争劇を再開した。1987年2月16日にはメンフィスのミッドサウス・コロシアムにてミラー&ウィリアムスと再合体、ファブズ&ポール・ダイヤモンドのトリオと6人タッグマッチで対戦した。
その後、1988年1月11日にはSECWから改称したCCWにおいて、レンジャー・ロスからNWAアラバマ・ヘビー級王座を奪取、2月15日にトム・プリチャードに敗れるまで保持した。翌1989年12月25日、かつての主戦場PNWにおけるレックス・キング戦を最後に現役を引退した。
1999年8月7日、心臓発作により死去。54歳没。

## 獲得タイトル
パシフィック・ノースウエスト・レスリング
- NWAパシフィック・ノースウエスト・ヘビー級王座：3回[11]
- NWAパシフィック・ノースウエスト・タッグ王座：6回（w / ノーマン・フレデリック・チャールズ3世×5、ダッチ・サベージ）[5]

ミッドアトランティック・チャンピオンシップ・レスリング
- NWAミッドアトランティック・ブラスナックルズ・タッグ王座：1回（w / ノーマン・フレデリック・チャールズ3世）[22]

オールサウス・レスリング・アライアンス
- ASWAジョージア・タッグ王座：2回（w / ノーマン・フレデリック・チャールズ3世）[23]

NWAサンフランシスコ
- NWA世界タッグ王座（サンフランシスコ版）：1回（w / ノーマン・フレデリック・チャールズ3世）[6]

スタンピード・レスリング
- インターナショナル・タッグ王座：1回（w / ノーマン・フレデリック・チャールズ3世）[24]

NWAハリウッド・レスリング
- NWAアメリカス・タッグ王座：1回（w / コロソ・コロセッティ（英語版））[25]

コンチネンタル・レスリング・アソシエーション
- AWA南部タッグ王座：7回（w / ルーク・ウィリアムス×2、リップ・モーガン×5）[16]

サウスウエスト・チャンピオンシップ・レスリング
- SCWサウスウエスト・タッグ王座：2回（w / ルーク・ウィリアムス）[17]

サウスイースタン・チャンピオンシップ・レスリング / コンチネンタル・チャンピオンシップ・レスリング
- NWAアラバマ・ヘビー級王座：1回[20]
- NWAサウスイースタン・タッグ王座：1回（w / ルーク・ウィリアムス）[15]

インターナショナル・チャンピオンシップ・レスリング
- ICWヘビー級王座：1回[2]

## マネージャー担当選手
- ブッチ・ミラー
- ルーク・ウィリアムス
- ジョー・ルダック
- ボビー・ダンカン
- レオ・バーク
- エイドリアン・ストリート
- エリック・エンブリー（英語版）
- ダン・グリア（英語版）
- リップ・モーガン